# TM 포럼

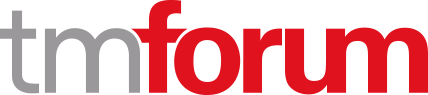
로고

TM 포럼(TM Forum, 과거 이름: TeleManagement Forum, IPsphere Forum, OSI/Network Management Forum)은 통신 및 엔터테인먼트 산업에서 서비스 제공자와 그들의 공급업체를 위한 비영리 업계 협회이다. IPsphere 포럼 그룹이 2008년에 포함되었다.
회원은 통신 회사 , 케이블 사업자, 네트워크 사업자는, 소프트웨어 공급 업체,장비 공급업체 및 시스템 통합 사업자이다. 2012년 12월 기준포럼은 여러 나라에 걸쳐 900 회원이 있다.